# Cișmele, Cetatea Albă
Cișmele (în rusă Струмок, în ucraineană Струмок, transliterat: Strumok) este un sat reședință de comună în raionul Cetatea Albă din regiunea Odesa (Ucraina). Are 1,883 locuitori, preponderent ucraineni.
Satul este situat la o altitudine de 24 metri, în partea de vest a raionului Tatarbunar. El se află la o distanță de 21 km sud-vest de centrul raional Tatarbunar. Teritoriul acestei localități este traversat de râul Nerușai, care se varsă în Dunăre, în dreptul localității Caracica.
Până în anul 1947 satul a purtat denumirea oficială de Cișmele (Чишма sau Чичма), în acel an el fiind redenumit Strumok. De această comună depinde administrativ satul Spasca.

## Istoric
În secolul al XVIII-lea pe locul acestei localități s-a aflat o tabără militară turcească, denumită Cișme.
Prin Tratatul de pace de la București, semnat pe 16/28 mai 1812, între Imperiul Rus și Imperiul Otoman, la încheierea războiului ruso-turc din 1806 – 1812, Rusia a ocupat teritoriul de est al Moldovei dintre Prut și Nistru, pe care l-a alăturat Ținutului Hotin și Basarabiei/Bugeacului luate de la turci, denumind ansamblul Basarabia (în 1813) și transformându-l într-o gubernie împărțită în zece ținuturi (Hotin, Soroca, Bălți, Orhei, Lăpușna, Tighina, Cahul, Bolgrad, Chilia și Cetatea Albă, capitala guberniei fiind stabilită la Chișinău).
La începutul secolului al XIX-lea, conform recensământului efectuat de către autoritățile țariste în anul 1817, satul Cișme făcea parte din Ocolul Chiliei a Ținutului Ismail .
Pentru a-și consolida stăpânirea asupra Basarabiei, autoritățile țariste au sprijinit începând de la începutul războiului stabilirea în sudul Basarabiei a familiilor de imigranți bulgari și găgăuzi din sudul Dunării, aceștia primind terenuri de la ocupanții ruși ai Basarabiei. Satul Cișmele a fost fondat în anul 1818 de către cazacii de la gurile Dunării. Mai târziu, s-au stabilit aici țărani iobagi fugiți de pe moșii din provinciile centrale din Rusia.
În urma Tratatului de la Paris din 1856, care încheia Războiul Crimeii (1853-1856), Rusia a retrocedat Moldovei o fâșie de pământ din sud-vestul Basarabiei (cunoscută sub denumirea de Cahul, Bolgrad și Ismail). În urma acestei pierderi teritoriale, Rusia nu a mai avut acces la gurile Dunării. În urma Unirii Moldovei cu Țara Românească din 1859, acest teritoriu a intrat în componența noului stat România (numit până în 1866 "Principatele Unite ale Valahiei și Moldovei"). În urma Tratatului de pace de la Berlin din 1878, România a fost constrânsă să cedeze Rusiei sudul Basarabiei.
În perioada de până la primul război mondial, s-au intensificat nemulțumirile țăranilor săraci cauzate de lipsa pământului. În aprilie 1917, țăranii au fost arestați din ordinul starostelui local. Țăranii au înființat un soviet comunal care s-a aflat sub conducerea secțiunii țărănești a Sovietului Deputaților Muncitorilor din Odesa, condus de bolșevici. În ianuarie 1918, activiștii bolșevici au preluat conducerea în sat. Intervenția armatei române a dus la înăbușirea rebeliunii bolșevice și la pacificarea localității.
După Unirea Basarabiei cu România la 27 martie 1918, satul Cișmele a făcut parte din componența României, în Plasa Chilia-Nouă a județului Ismail. Pe atunci, majoritatea populației era formată din ruși, existând și o comunitate de ucraineni. La recensământul din 1930, s-a constatat că din cei 2.706 locuitori din sat, 2.094 erau ruși (77.38%), 445 ucraineni (16.44%), 60 români (2.22%), 60 evrei (2.22%), 28 bulgari (1.03%) și 6 germani. La 1 ianuarie 1940, din cei 3.337 locuitori ai satului, 3.212 erau ruși (96.25%), 55 români (1.65%), 45 evrei (1.35%), 9 bulgari, 6 polonezi, 5 germani și 5 de altă etnie. În sat a funcționat o judecătorie și un oficiu telefonic.

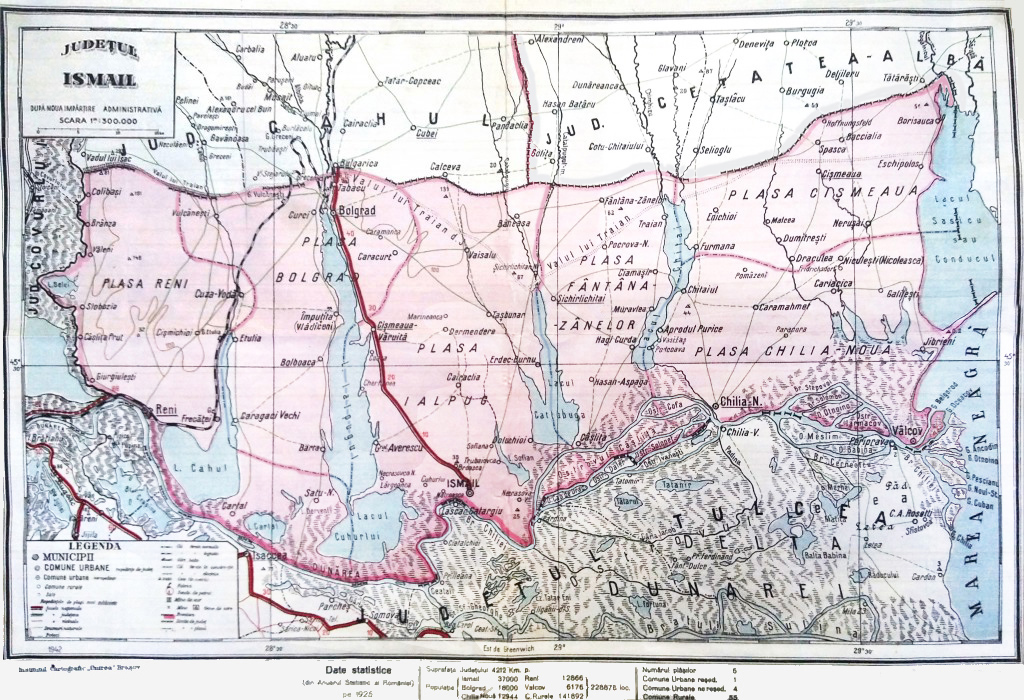
Harta județului în anul 1925.

În perioada interbelică, satul s-a aflat în aria de interes a activiștilor bolșevici din URSS, aici existând un comitet revoluționar clandestin condus de Andrei Stețenko (А.Е. Стеценко), care distribuia pliante și strângea bani pentru acțiunile subversive desfășurate. Mai mulți săteni au participat la Răscoala de la Tatarbunar din 1924, organizată de bolșevicii din URSS. La 16 septembrie 1924, o bandă de 20-30 de activiști comuniști au preluat conducerea localității, i-au sechestrat pe primar, pe șeful de post și pe jandarmi, intimidând populația și proclamând puterea sovietică și unirea cu URSS-ul. Rebelii au creat autorități sovietice - comitete revoluționare, unități de miliție populară și Gărzile Roșii.
Timp de două zile, insurgenții au luptat cu înverșunare împotriva jandarmilor și Armatei Române. În seara zilei de 17 septembrie rebelii au fost înfrânți. Voluntarii germani i-au masacrat cu brutalitate pe participanții la revoltă. Conform martorilor oculari, străzile au fost înecate în sânge. După înăbușirea revoltei, au fost arestați 34 săteni, 5 dintre ei fiind condamnați de tribunalul militar. În 1939, poliția a reușit să desființeze organizația comunistă clandestină din sat.
Ca urmare a Pactului Ribbentrop-Molotov (1939), Basarabia, Bucovina de Nord și Ținutul Herța au fost anexate de către URSS la 28 iunie 1940. După ce Basarabia a fost ocupată de sovietici, Stalin a dezmembrat-o în trei părți. Astfel, la 2 august 1940, a fost înființată RSS Moldovenească, iar părțile de sud (județele românești Cetatea Albă și Ismail) și de nord (județul Hotin) ale Basarabiei, precum și nordul Bucovinei și Ținutul Herța au fost alipite RSS Ucrainene. La 7 august 1940, a fost creată regiunea Ismail, formată din teritoriile aflate în sudul Basarabiei și care au fost alipite RSS Ucrainene . Imediat după ocuparea Basarabiei, în ianuarie 1941, autoritățile sovietice au înființat în sat un colhoz care a fost condus de L.S. Timoșenko, fost participant la Răscoala de la Tatarbunar.
În perioada 1941-1944, toate teritoriile anexate anterior de URSS au reintrat în componența României. Un număr de 460 localnici au luptat în cel de-al doilea război mondial, 246 dintre ei murind pe front. Localnicul Mihail Kolesnicenko a primit titlul de Erou al Uniunii Sovietice pentru curajul dovedit în trecerea Niprului. În anul 1944, sătenii D.I. Sokolenko, A.P. Kotovenko și G.A. Stașcenko au adăpostit doi spioni sovietici și le-au dat alimente, informându-i despre mișcarea trupelor inamice. Soldații germani i-au împușcat pe fostul președinte al Sovietului comunal L.I. Kotovenko și pe alți activiști comuniști. Apoi, cele trei teritorii au fost reocupate de către URSS în anul 1944 și integrate în componența RSS Ucrainene, conform organizării teritoriale făcute de Stalin după anexarea din 1940, când Basarabia a fost ruptă în trei părți.
În anul 1947, autoritățile sovietice au schimbat denumirea oficială a satului din cea de Cișmele în cea de Strumok. În anul 1954, Regiunea Ismail a fost desființată, iar localitățile componente au fost incluse în Regiunea Odesa. În 1974 a fost construit căminul cultural.
Începând din anul 1991, satul Cișmele face parte din raionul Tatarbunar al regiunii Odesa din cadrul Ucrainei independente. În prezent, satul are 1.883 locuitori, preponderent ucraineni.

## Demografie
Componența lingvistică a localității Cișmele
     Ucraineană (66,76%)
     Rusă (29,63%)
     Română (1,86%)
     Bulgară (1,01%)
     Alte limbi (0,37%)
Conform recensământului din 2001, majoritatea populației localității Cișmele era vorbitoare de ucraineană (66,76%), existând în minoritate și vorbitori de rusă (29,63%), română (1,86%) și bulgară (1,01%).
1930: 2.706 (recensământ) 
1940: 3.337 (estimare)
2001: 1.883 (recensământ)

## Economie
Locuitorii satului Cișmele se ocupă în principal cu agricultura. În sat mai funcționează o fermă de creștere a vitelor, concepută pentru a produce 1.000 tone de carne pe an, și un combinat viticol.

## Personalități
- Mihail Kolesnicenko (n. 1921) - colonel sovietic, Erou al URSS (1943)

## Obiective turistice
- Monumentul lui V.I. Lenin
- Monumentul participanților la Răscoala de la Tatarbunar
- Monumentul eroilor sovietici din Marele Război pentru Apărarea Patriei